# SG Düren 99
El SG Düren 99 (oficialmente: Sportgemeinschaft Düren von 1899 eV ) fue un club deportivo en Düren, Renania del Norte-Westfalia. El club fue fundado el 8 de agosto de 1935 mediante la fusión de los clubes predecesores FC Germania Düren y Dürener Sportclub 03. Düren 99 jugó sus juegos en el Westkampfbahn. Los colores del club eran los colores de la ciudad de Düren, negro y rojo.

## Historia
El club predecesor Dürener FC 03 ganó el campeonato en la temporada 1909/10 en el sur del distrito del Rin. En el campeonato posterior de la Asociación de Juego de Alemania Occidental, Düren ganó en cuartos de final 4-2 al Union Düsseldorf antes de que el equipo perdiera 1-3 en semifinales ante el Casseler FV 95 y fuera eliminado. En las décadas de 1910 y 1920, los clubes precursores del SG Düren 99 eran deportivos a la sombra del joven rival local con el Düren. Recién en 1927 el Dürener SC 03 fue subcampeón de la temporada 1 en el distrito sur del Rhein. Cuando en 1933 la Gauliga Mittelrhein fue presentada no había ningún club Düren allí. No fue hasta 1939 que el SG Düren 99 ascendió a la máxima división, siendo el mejor promedio de goles en comparación con el Bonner FV el factor decisivo para que los 99ers lograran el ascenso. En la Segunda Guerra Mundial se aseguró que la Gauliga Mittelrhein se dividiera en Gauliga Köln-Aachen y Gauliga Moselland en 1941. En la temporada 1943/44 el Düren se convirtió en subcampeón detrás del VfL Köln 1899 y el SpVgg Sülz.
Al finalizar la guerra, el Düren ganó el Campeonato del Rin Medio. La ronda final de los seis campeones de distrito acabó con los 99ers con el mismo número de puntos que el SSV Troisdorf 05. Cuando el marcador era 2:2 en la prórroga, el equipo de Troisdorf detuvo el juego y Düren fue declarado campeón. En 1950 el Düren volvió a ser campeón del Medio Rin y fue subcampeón detrás de TSV Detmold en los siguientes Campeonatos Amateur de Alemania Occidental. Sin embargo, el Düren ascendió a la II División Oeste de segunda categoría. Allí ganó el equipo en la temporada 1951/52 el mejor lugar con el séptimo lugar en el grupo 2. Al mismo tiempo, los 99ers se clasificaron para la II División Oeste, que comúnmente se llamaba 2nd Oberliga West. Durante la temporada, Georg Stollenwerk hizo su debut con la selección alemana, pero dejó al Düren por el FC Colonia en 1953. En términos deportivos, los 99ers rara vez superaron la batalla por el descenso en la II División. El Dürener se clasificó para la DFB-Pokal por primera vez en la temporada 1954/55 donde el club perdió 2-5 a 1. FC Kaiserslautern el 15 de agosto de 1954. Karl Heinz Schnellinger fue el segundo y último jugador nacional alemán hasta la fecha. Schnellinger también participó en la Copa del Mundo de 1958 en Suecia, donde el equipo nacional terminó cuarto.
Después del torneo, Schnellinger también pasó al 1. FC Köln, mientras que el Dürener tuvo que ser relegado a la Mittelrheinliga al final de la temporada 1958/59. En 1963 el pueblo de Düren consiguió su tercer Campeonato del Rin Medio. En el campeonato amateur de Alemania Occidental, Düren fracasó después de una derrota en casa por 0-1 ante el Lüner SV y se perdió el ascenso a la Regionalliga West. El cuarto Campeonato del Medio Rin seguido en la temporada 1965/66 participó en la ronda de promoción. Mientras tanto, el Düren 99 participó en el campeonato amateur alemán, donde el equipo ganó en la primera ronda. Sin embargo, el club descartó un posible ascenso a la liga regional, quedando subcampeón el Bonner SC y el TSV Amicitia Viernheim falló. En la década de 1960, los 99ers solían causar sorpresas en las copas. Destacable es la actuación en la Copa de Alemania Occidental en la temporada 1964/65, cuando estuvo con el Borussia Mönchengladbach y el Herbert Laumen y el Fortuna Düsseldorf dos equipos de la liga regional. El equipo de la liga de la asociación dirigido por Leo Engels solo falló ante el equipo de la liga regional y luego ante los finalistas de la copa, el Alemannia Aachen. El 27 de diciembre de 1964, el SG Düren 99 perdió 4-0 en el Westkampfbahn que estaba cubierto de nieve frente a 9000 espectadores después de haber celebrado el sorteo durante casi una hora.
Después de su historia en la copa en la década de 1960, los 99ers volvieron a caer en la mediocridad y tuvieron que descender en 1974 como los últimos de la tabla. Sin embargo, el equipo logró ascender directamente a la Verbandsliga antes de que se perdiera la clasificación para la recién creada Oberliga Nordrhein en 1978. En 1983, los 99ers ganaron su quinto Campeonato del Medio Rin y fueron ascendidos a la entonces Oberliga Nordrhein de tercera categoría. Después de un puesto 13 en la temporada 1984/85, el descenso a la Verbandsliga siguió un año después. Por otro lado, tuvo más éxito en la Mittelrheinpokal, que ganó el SG Düren en 1988. En la segunda participación resultante en la Copa DFB en la temporada 1988/89 el Düren perdió 1:3 contra Kickers Offenbach. Después de años en el centro del campo de la liga de la asociación, en 1993 Dürener bajó a la liga estatal.
Debido a la fusión con el Schwarz-Weiß Düren en 2001, el nuevo equipo jugó en la liga del distrito y en 2005 logró ascender a la liga nacional. Sin embargo, siguió el descenso directo antes de que el club retirara al equipo del juego durante la temporada 2006/07 de la liga de distrito. Los 99ers, que volvían a ser independientes, descendieron a la liga B del distrito. Debido a la fusión con GFC Düren 09 en 2011, el equipo recién formado compitió en la liga del distrito. En 2015 ascendieron a la liga nacional. Tres años más tarde, el SG GFC aseguró el campeonato de la liga estatal y, por lo tanto, aseguró al recién fundado 1. FC Düren un puesto de titular en la Liga del Medio Rin.

## Palmarés
- Mittelrhein-Meister: 5

1946, 1950, 1963, 1966, 1983
- Mittelrhein-Pokalsieger: 1

1988

## Jugadores

### Jugadores destacados
- Rolf Bierhoff
- Winfried Berkemeier
- Gert Engels
- Ralf Faber
- Wilfried Hannes
- Paul Heyeres
- Fritz Kerr
- Günter Kirch
- Harald Konopka
- Willi Krämer
- Willi Krieger
- Fritz Langner
- Helmut Richert
- Wolfgang Sandhowe
- Norbert Schmitz
- Karl-Heinz Schnellinger
- Georg Stollenwerk
- Werner Thelen
- Kurt Welsch

## Galería

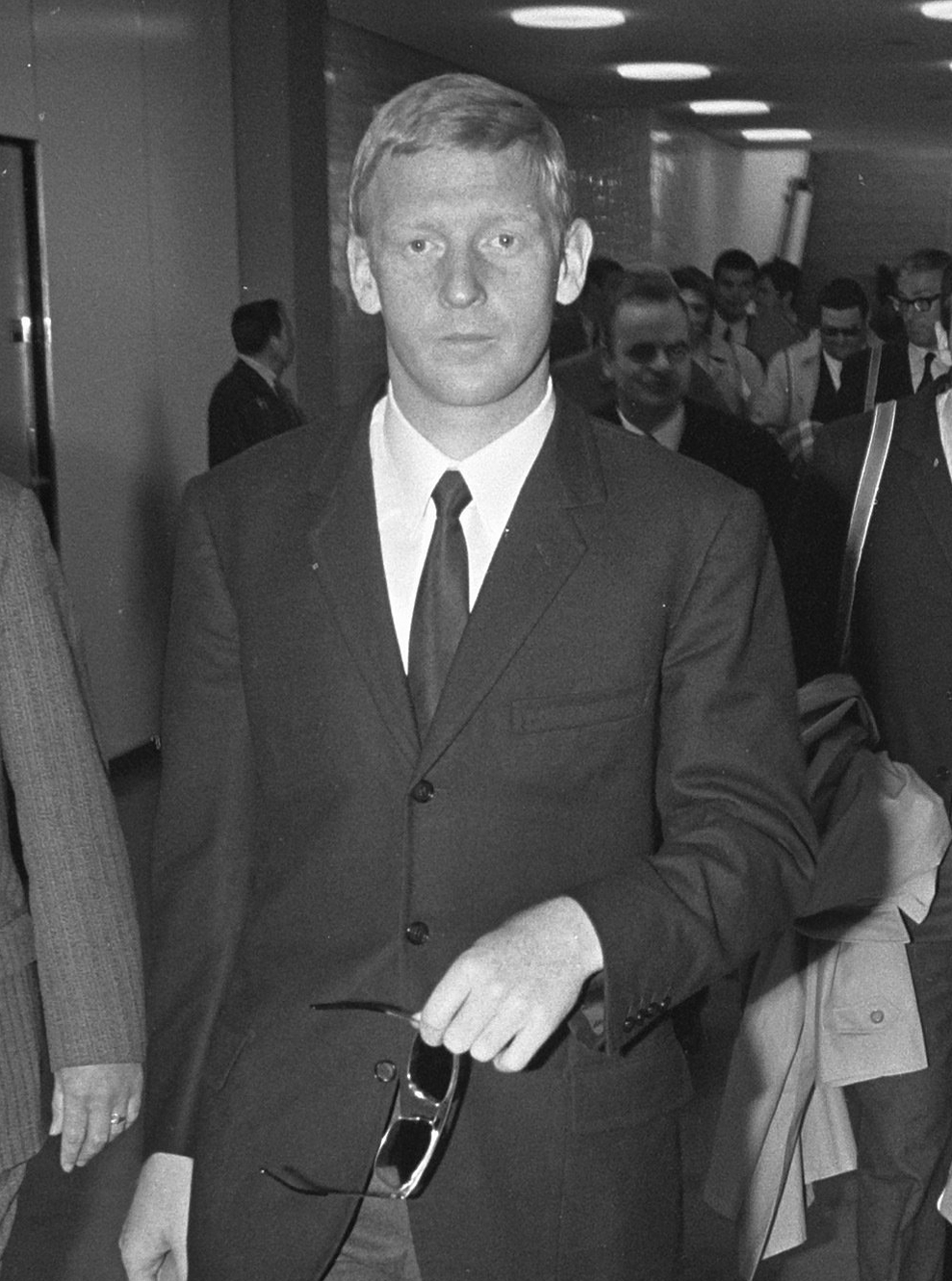
Karl-Heinz Schnellinger (1968)
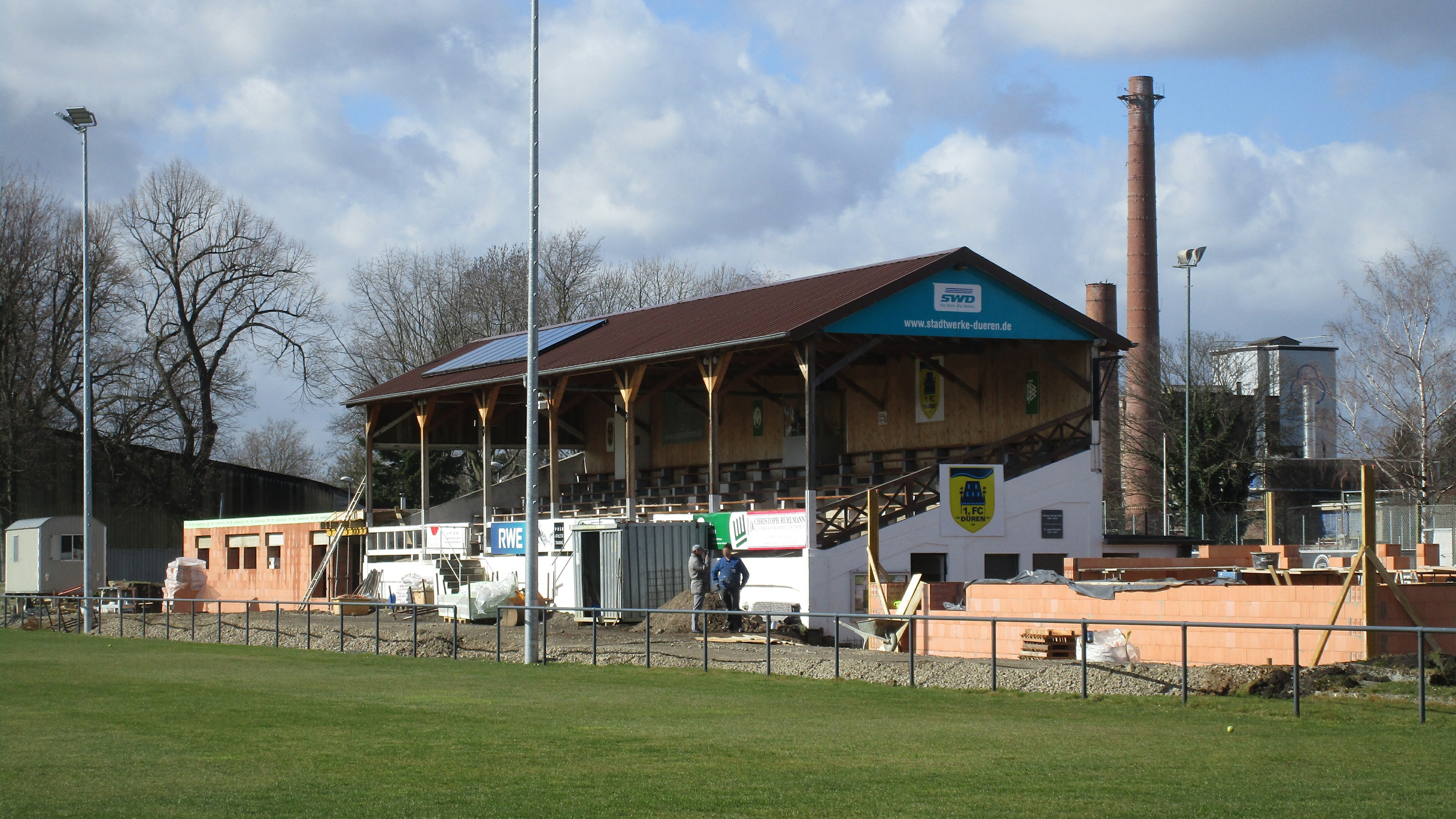
Westkampfbahn en 2021.